# Досије икс: Желим да верујем
Досије икс: Желим да верујем (енгл. The X-Files: I Want to Believe) је амерички научнофантастични трилер из 2008. године који је режирао Крис Картер, творац серије Досије икс, који је и написао сценарио заједно са Френком Спотницом. Други је филм заснован на серији, после филма Досије икс (1998). Троје главних глумаца из телевизијске серије, Дејвид Дуковни, Џилијан Андерсон и Мич Пилеџи, понављају своје улоге као Фокс Молдер, Дејна Скали и Волтер Скинер респективно.
За разлику од првог филма, радња овог остварења се не фокусира на тренутни ванземаљски митолошки заплет серије, већ ради као самостална хорор трилер прича, попут многих недељних епизода са чудовиштима које се често виђају у ТВ серији, а истовремено се фокусира на лични однос између Молдера и Скали. Прича прати Молдера и Скали који су били ван ФБИ-ја неколико година, при чему Молдер живи у изолацији, а Скали постаје лекар у католичкој болници, где је успоставила везу са критично болесним дететом. Када агент ФБИ-ја буде мистериозно киднапован, а бивши католички свештеник који је осуђен за педофилију тврди да доживљава психичке визије угроженог агента, од Скали је затражено да врати Молдера у биро да се консултује о случају због његовог рада са видовњацима. Наратив пролази кроз његово првобитно невољно ангажовање и Скалине покушаје да се клони случаја.
Филм је првобитно најављен у новембру 2001. године, када је било очекивано да ће изаћи након завршетка девете сезоне телевизијске серије, али је остао у фази развоја шест година, пре него што је продукција почела у децембру 2007. у Ванкуверу. Филм је премијерно приказан 23. јула 2008. у Холивуду, док је у америчким биоскопима издат два дана касније. Добио је углавном негативне критике критичара, који су похвалили хемију између Дуковнија и Андерсонове, али су критиковали радњу филма. Зарадио је преко 68 милиона долара широм света.

## Радња
Дејна Скали, бивша агенткиња ФБИ-ја, сада је лекар у католичкој болници; она лечи Кристијана, младог дечака са симптомима сличним Сандхофовој болести. Агент ФБИ-ја, Мозли Драми, прилази Скали за помоћ у лоцирању њеног бившег партнера, Фокса Молдера, који се крије као бегунац већ неколико година. Драми наводи да ће ФБИ обуставити потеру за Молдером ако он помогне у истрази нестанка неколико жена у Западној Вирџинији, од којих је последња млада агентица ФБИ-ја по имену Моника Бенан. Скали пристаје и убеђује невољног Молдера да помогне.
Њих двоје су одведени у Вашингтон, где агентица Дакота Витни тражи Молдерову експертизу са паранормалним, јер их је отац Џозеф Фицпатрик Крисман довео до трага, одсечене људске руке. Он је бивши свештеник који је лишен чина због злостављања тридесет седам министраната, и тврди да му Бог шаље визије злочина. Другу жену, која се вози кући након посете базену, киднапује Џенк Декишин, након што ју је претходно камионом изгурао са пута. Оца Џоа поново регрутују за помоћ око друге отете жене. После напорне ноћне потраге у снегом прекривеном пољу, он води ФБИ до онога за шта се испоставља да је гробље смрзнутих људи и делова тела. Анализа посмртних остатака, заједно са праћењем недавних кретања из саобраћајне несреће друге отете жене, на крају их води до Декишина, транспортера органа у Ричмонду, и његовог мужа Франца Томчешина, који је био међу младићима које је отац Џо сексуално злостављао.
Током рације ФБИ-ја на објекат за даваоце органа у којем Декишин ради, он бежи, остављајући одсечену главу Монике Бенан на месту догађаја. Молдер, који је пратио Витнијеву у рацији, јури Декишина до градилишта. Витни га прати и бива убијена када је Декишин гурне низ отвор лифта. Скали, тражећи решење, пита Џоа, који још није чуо за откриће Бенанине главе, да ли осећа да је она још увек жива. Он одговара да јесте. Обесхрабрен, али и даље одлучан, Молдер одлучује да даље истражи инциденте. Он одвози Скалин ауто до локалне продавнице у малом граду у близини места где су се десиле отмице, пошто нађени људски остаци садрже ацепромазин, средство за смиривање животиња. Када Декишин случајно стигне неколико тренутака касније, Молдер се скрива и прати га. Међутим, Декишин га примећује и изгурава његов аутомобил са пута. Молдер преживљава и успева да прати Декишина, који излази из свог камиона након што се мотор поквари, те одлази до малог имања. Молдер улази, а метеж који је изазвао двоглави пас чувар доводи Декишина из једног од објеката. Имање користи источноевропски медицински тим који годинама убија људе и краде њихове органе. Испоставило се да је поље где је отац Џо претходно открио тела њихово одлагалиште. Молдер улази у зграду и открива да је тим користио органе и делове тела како би одржао Томчешина у животу. У том тренутку покушавају да ставе Томчешинову главу на тело друге отете жене. Молдер покушава да је спаси од језиве судбине, али један доктор му прилази с леђа и убризгава му лек за смирење. Беспомоћног Молдера изводе напоље да га Декишин убије.
Скали, у немогућности да контактира Молдера на његов мобилни телефон, позива у помоћ свог бившег претпостављеног из ФБИ-ја, Волтера Скинера. Откривају локацију телефона и проналазе Скалин уништен ауто, на крају се пробијајући кроз снег да би пронашли имање док Декишин спрема да убије Молдера. Скали га напада у сукобу који је уследио, онемогућавајући га, док Скинер прекида медицинску процедуру пре него што је младој жени одрубљена глава. Касније је Молдер код куће када му Скали каже да је отац Џо умро. Молдер напомиње да се то догодило у истом тренутку када је Скали искључила ослонац за живот Томчешиновој одсеченој глави. Некако, претпоставља он, судбине двојице људи су биле повезане нечим вишим од пуких визија.
У сцени после одјавне шпице, Молдер и Скали у чамцу крећу преко мора ка тропском острву, машући камери изнад.

## Улоге
- Дејвид Дуковни као Фокс Молдер
- Џилијан Андерсон као Др Дејна Скали
- Аманда Пит као Главни специјални агент Дакота Витни
- Били Коноли као Џозеф „Отац Џо” Крисман
- Алвин „Егзибит” Џојнер као Специјални агент Мозли Драми
- Мич Пилеџи као Помоћник директора Волтер Скинер
- Калум Кит Рени као Џенк Декишин
- Адам Гудли као Отац Јабара
- Ксанта Редли као Специјални агент Моника Бенан
- Фегин Вудкок као Франц Томчешин
- Ники Ајкокс као Шерил Канингем
- Алекс Дјакун као Мршави